# Buxton (Australia)
Buxton – miasto w Australii, w stanie Nowa Południowa Walia.